# Gustimeus Aibesa
Gustimeus Aibesa (sinh ngày 26 tháng 8 năm 1987) là một cầu thủ bóng đá người Indonesia hiện tại thi đấu cho Persiwa Wamena ở Indonesia Super League.